# لیکوی رگه‌ای تبتی
لیکوی رگه‌ای تبتی (نام علمی: Pterorhinus koslowi) گونه‌ای پرنده از تیرهٔ توکایان خندان (Leiothrichidae) است. این پرنده بومی چین است. نسل آن به دلیل از دست دادن زیستگاه در معرض تهدید است.